# Liviu Pop
Liviu Marian Pop (Vișeu de Sus, 10 maggio 1974) è un politico e sindacalista rumeno.
Leader sindacale dei dipendenti del settore della pubblica istruzione, fu a due riprese ministro del dialogo sociale nel governo socialdemocratico di Victor Ponta (2012 e 2014).
Nell'estate del 2012 prese le difese di Ponta dalle accuse di plagio della tesi dottorale quando, nella veste di ministro dell'istruzione ad interim, Pop provvide a modificare la legislazione in tema di verifica di plagio, riuscendo a salvare il primo ministro dal ritiro del titolo di studi.
Eletto senatore nel dicembre del 2012, nel 2017 tornò al governo in qualità di ministro dell'istruzione del governo Tudose.

## Formazione e carriera professionale
Tra il 1992 e il 1996 Liviu Pop frequentò la facoltà di matematica dell'Università Babeș-Bolyai di Cluj-Napoca. Dall'anno successivo e fino al 2012 insegnò scienze matematiche presso diverse scuole e licei nella zona del natio distretto di Maramureș e del capoluogo Baia Mare.
Nel 2006 conseguì un master in management della pubblica istruzione presso Università dell'Ovest Vasile Goldiș di Arad e nel 2009 una specializzazione postlaurea in informatica presso l'Università del Nord di Baia Mare. Partecipò, negli anni, a numerosi corsi e seminari sull'istruzione e sulla pubblica amministrazione.
All'attività didattica, affiancò quella sindacale. Dal 2004 al 2012 fu presidente del sindacato libero dei dipendenti della pubblica istruzione del Maramureș e, dal 2007 al 2012, segretario generale della federazione dei sindacati liberi della pubblica istruzione. L'ultimo ruolo funse da trampolino di lancio per la politica a livello nazionale. Grazie a questo, infatti, tra il 2008 e il 2012 fu membro supplente nella commissione sul dialogo sociale del ministero dell'istruzione e vicepresidente del collegio centrale di disciplina dello stesso ministero.

## Carriera politica

### Ministro del PSD e difesa al plagio di Victor Ponta
All'indomani della nomina di Victor Ponta (Partito Social Democratico, PSD) a primo ministro, nel maggio del 2012, Pop fu chiamato nel nuovo governo a rivestire l'incarico di ministro con delega al dialogo sociale, funzione non esistente nei precedenti governi democratico-liberali. Divenne protagonista della scena politica romena, tuttavia, nella veste di ministro dell'istruzione ad interim.
A pochi giorni dall'incarico di governo, infatti, il 12 maggio 2012, il ministro dell'istruzione Ioan Mang (PSD) fu ritenuto colpevole dalla stampa di aver copiato numerose pubblicazioni scientifiche edite a suo nome. Pur proclamandosi all'oscuro di tutto, Mang preferì dare le dimissioni per evitare eventuali danni di immagine al governo. Il ministero fu assunto ad interim da Liviu Pop.
Il 18 giugno 2012 esplose uno scandalo intorno alla figura del primo ministro che, in base ad un articolo pubblicato sulla rivista Nature, fu sospettato di plagio per aver copiato parti della propria tesi di dottorato sostenuta nel 2003. Il presidente della repubblica Traian Băsescu e il Partito Democratico Liberale ebbero parte attiva nel sostenere le accuse di plagio lanciate all'indirizzo di Ponta, che etichettò come infamanti tali insinuazioni. Il 29 giugno, la commissione incaricata di verificare la validità dei titoli di studio (CNATDCU) presieduta da Marius Andruh accertò che parti della tesi fossero copiate. Tramite un decreto del 28 giugno emesso dal ministro dell'istruzione ad interim Liviu Pop, tuttavia, la CNATDCU era stata privata della competenza in materia, che era stata trasferita al Consiglio nazionale di etica (CNE) del ministero dell'istruzione. Oltre a rivederne le competenze, Pop cambiò persino i membri che componevano il CNE. Tale scelta contribuì ad alimentare ulteriori polemiche e critiche tra la maggioranza e l'opposizione. Nel mese di luglio il CNE scagionò Ponta, mentre un'ulteriore verifica eseguita dall'Università di Bucarest sosteneva l'ipotesi del plagio.
Pop rimase fino al 2 luglio 2012 alla guida del dicastero dell'istruzione, che poi passò al nuovo ministro titolare Ecaterina Andronescu. Il governo esaurì il mandato nel dicembre dello stesso anno.

### Senatore e ritorno al ministero del dialogo sociale
Conclusa l'esperienza da ministro, in occasione della tornata elettorale del dicembre 2012 fu eletto al senato per il PSD nel distretto di Maramureș. Da senatore fu presidente della commissione permanente sul lavoro, la famiglia e la protezione sociale ma, nel quadro del neonato governo Ponta II, non fu riconfermato nell'incarico ministeriale, poiché questo andò a Doina Pană.
Nel dicembre del 2014, in seguito all'uscita dell'Unione Democratica Magiara di Romania dal governo, Pop fu nuovamente chiamato a rivestire il ruolo di ministro con delega al dialogo sociale nel governo Ponta IV. Il presidente della repubblica Traian Băsescu affermò che accettò il giuramento dei ministri Liviu Pop e Sorin Cîmpeanu (istruzione) solamente perché obbligato a farlo dalle norme costituzionali. Secondo Băsescu i due, difendendo Ponta, si erano resi responsabili della realizzazione di un falso in atto pubblico. All'epoca dei fatti Cîmpeanu era membro del CNATDCU.
Pop mantenne l'incarico fino alla caduta del governo, nel novembre 2015, in conseguenza delle manifestazioni di protesta antigovernativa che scaturirono dal drammatico incendio alla discoteca Colectiv di Bucarest.

### Secondo mandato al senato e ministro dell'istruzione
Si candidò nuovamente al senato alle elezioni parlamentari in Romania del 2016, ma non riuscì a conseguire l'elezione diretta. Il seggio del distretto di Maramureș andò alla più votata Sorina Pintea, anche lei candidata per il PSD. Il 5 gennaio 2017, in ogni caso, il nuovo primo ministro socialdemocratico Sorin Grindeanu lo nominò segretario di Stato del ministero dell'istruzione condotto da Pavel Năstase.
Il 3 febbraio 2017 Sorina Pintea annunciò l'intenzione di rinunciare al ruolo di senatrice, al fine di evitare eventuali situazioni di incompatibilità ed occuparsi esclusivamente della funzione di dirigente dell'ospedale distrettuale Dr. Constantin Opriș di Baia Mare. Pop, arrivato secondo alle elezioni, quindi, fu chiamato a sostituirla al senato. Nonostante le voci di pressioni da parte del partito sulla decisione della Pintea, questa dichiarò che si trattava di una scelta strettamente personale. Allo stesso modo, al fine di assumere il nuovo ruolo di parlamentare, Pop rinunciò a quello di segretario di Stato, mantenuto per poco più di un mese.
Grindeanu, ad ogni modo, rimase in carica per appena sei mesi e, sfiduciato dallo stesso PSD, che ne riteneva i risultati insoddisfacenti, fu sostituito dall'ex ministro dell'economia Mihai Tudose. Su indicazione del presidente del partito Liviu Dragnea, il premier indicò Liviu Pop come nuovo ministro dell'istruzione. Il governo Tudose assunse le proprie funzioni dopo aver prestato giuramento il 29 giugno 2017 e depose il proprio mandato il 29 gennaio 2018.
Nel corso della legislatura 2016-2020 della Romania al senato rivestì gli incarichi di membro della commissione lavoro (febbraio-settembre 2017 e da dicembre 2018 fino a fine legislatura), pari opportunità (settembre 2017-gennaio 2018), affari europei (febbraio-luglio 2018) ed economia (luglio-dicembre 2018). Fu anche presidente della commissione istruzione (da febbraio 2018 a fine legislatura).
Nell'ottobre 2020 non fu riconfermato nelle liste del PSD per le successive elezioni parlamentari in programma nel mese di dicembre. Per tale motivo il 10 novembre 2020 annunciò l'addio al partito, recriminando la discrezionalità della scelta del presidente del PSD del distretto di Maramureș, Gabriel Zetea, accusandolo di una condotta dittatoriale.

### Alleanza per la patria
Nel 2021 si iscrisse ad Alleanza per la patria (ApP), partito di ispirazione nazionalista fondato da Codrin Ștefănescu e Liviu Dragnea. Pop ne fu vicepresidente nazionale e presidente della filiale del Settore 1 di Bucarest. Nel gennaio 2023 sostituì Ștefănescu, che si ritirava dalla politica per motivi di salute. Divenuto presidente di ApP, nel dicembre 2023 ne gestì la fusione con Forza dell'identità nazionale, partito guidato dall'ex ministro PSD Ilan Laufer.

## Vita privata
Liviu Pop è sposato.